# Титания (балет Петипа)
«Тита́ния» — одноактный балет балетмейстера Мариуса Петипа на музыку Цезаря Пуни, впервые показанный артистами балетной труппы Мариинского театра для представителей императорского двора и высшего света в Михайловском дворце великой княгини Елены Павловны 18 (30) ноября 1866 года в рамках празднеств по поводу бракосочетания цесаревича Александра и датской принцессы Дагмары.
Источником для сюжета послужила комедия «Сон в летнюю ночь» — единственное произведение Шекспира, к которому Петипа обращался в своём творчестве. Главную партию Титании, королевы фей, исполнила Мария Суровщикова-Петипа (по словам критиков, балерина танцевала «довольно вяло»), в роли её супруга Оберона выступил сам балетмейстер. Эта небольшая хореографическая фантазия стала последним балетом, который Петипа поставил для своей жены — в 1869 году супруги развелись. 
Десять лет спустя Петипа вернулся в этому сюжету, поставив в 1876 году «Сон в летнюю ночь», одноактный «фантастический балет» на музыку Феликса Мендельсона и Людвига Минкуса.